# Reggiane Re.2000
Il Reggiane Re.2000, noto anche, non ufficialmente, come "Falco", era un aereo da caccia monomotore, monoplano ad ala bassa e monoposto, sviluppato dall'azienda aeronautica italiana Officine Meccaniche Reggiane nei tardi anni trenta.
Primo progetto realizzato in proprio dall'azienda emiliana, controllata dalla Caproni SpA, trovò impiego marginale nella Regia Aeronautica nella prima parte della seconda guerra mondiale. Il velivolo ebbe successo commerciale soprattutto all'estero: venduto in Svezia e Ungheria (in quest'ultimo paese venne anche costruito su licenza), venne utilizzato dalle relative aeronautiche militari che lo denominarono, rispettivamente, J 20 ed Héja.

## Storia del progetto

L'Ing. Alessio a sinistra e l'Ing. Longhi davanti a un RE.2000

Il progetto del Re.2000 nacque nel 1938 a cura degli ingegneri Roberto Longhi (di ritorno da un biennio di studi compiuto negli Stati Uniti d'America) e Antonio Alessio, in risposta alla richiesta per un caccia monoplano avanzata dalla Regia Aeronautica fra il 1935 e il 1936.
Posteriore agli altri progetti (AUSA AUT 18, Caproni Vizzola F.5, Fiat G.50, Macchi M.C.200 e IMAM Ro.51) presentati a fronte della medesima richiesta, il disegno del Re.2000 si distaccava in modo sostanziale dai suoi concorrenti, incorporando soluzioni tecniche e costruttive d'avanguardia la cui paternità viene attribuita all'esperienza internazionale maturata dall'ingegner Longhi.
Tutte le fonti bibliografiche, tuttavia, evidenziano la notevole somiglianza esteriore tra il Re.2000 e lo statunitense Seversky P-35 (la fusoliera e le ali erano identiche, anche se la cabina di pilotaggio, il carrello d'atterraggio e il radiatore dell'olio vennero ridisegnati) e, anche in ragione della coincidenza di dati geometrici, indicano la possibilità che il progetto del caccia italiano non fosse del tutto originale. In realtà nel corso del 1937 la Caproni e la Seversky si trovarono a trattare sulla possibile acquisizione della licenza di costruzione del P-35, senza tuttavia trovare un accordo definitivo. Risultano frutto di congetture non comprovate sia la possibilità che Longhi avesse acquisito i progetti del P-35 durante il suo viaggio negli Stati Uniti, sia la possibile conclusione di un accordo occulto tra le due società; tra l'altro quest'ultima ipotesi sarebbe una delle cause dell'estromissione di Alexander de Seversky dall'azienda di cui era stato fondatore, unitamente alla vendita di 20 esemplari di una variante biposto del P-35 alla Marina imperiale giapponese. In ogni caso il progetto venne definitivamente completato dall'ingegner Giuseppe Pambianchi, i cui disegni finali risultano datati 2 aprile 1938.
Dopo esperimenti nella galleria del vento del campo di aviazione di Taliedo, ai comandi di Mario de Bernardi, già collaudatore della Caproni, il Re.2000 venne portato in volo per la prima volta a Reggio Emilia, sulla pista di prova dell'azienda, il 24 maggio 1939. La macchina diede riscontri positivi e furono necessarie solo modifiche minori agli scarichi del motore e alla presa d'aria del carburatore (allungata), oltre all'aggiunta di un'ogiva all'elica prima di inviare il prototipo MM.408 a Guidonia per successivi test, dove tornarono di nuovo in luce le buone caratteristiche complessive. In particolare, a differenza degli altri due caccia italiani all'epoca già in fase di consegna ai reparti (il Macchi M.C.200 ed il Fiat G.50), il Re.2000 non tendeva a entrare in autorotazione. Un altro fattore di vantaggio del Re.2000 era determinato dall'utilizzo di tecniche costruttive altamente industrializzate, impiegate al fine di consentirne una più agevole produzione in grande serie.
Di contro, tra i difetti della macchina vennero evidenziati la presenza, fatto unico nel panorama nazionale dell'epoca, di serbatoi integrali disposti nelle ali (soluzione che generò preoccupazioni nelle autorità preposte alla valutazione del velivolo in considerazione anche del fatto che la perdita di alcuni rivetti aveva provocato fuoriuscite di carburante) e l'insoddisfacente affidabilità del motore radiale Piaggio P.XI RC.40, un 14 cilindri a doppia stella, derivato dal francese Gnome-Rhône 14K Mistral Major.
L'esito finale delle prove valutative fu quindi avverso al caccia Reggiane, che venne impiegato solo marginalmente dalle forze armate del proprio paese d'origine. Al contrario la macchina suscitò interesse al di fuori dei confini nazionali: il primo paese straniero a siglare un contratto d'acquisto fu l'Ungheria che, nel dicembre del 1939, ordinò un lotto di 70 velivoli e acquisì la licenza per altri 200 esemplari. In seguito, nel novembre del 1940, anche la Svezia (colpita dall'embargo statunitense che, consentendo vendite di armamenti al solo Regno Unito, impedì la consegna di 60 Seversky P-35) stipulò un contratto per 60 Re.2000.
A tal proposito, risultano contraddittorie le notizie relative all'interessamento di altri paesi nei confronti del caccia della Reggiane: non vi sarebbe infatti alcun riscontro circa 300 (oppure 1 000) esemplari, la cui richiesta da parte del Regno Unito sarebbe stata oggetto di trattative protrattesi fino ai primi mesi del 1940. Un'altra fonte tuttavia scende più in profondità nei dettagli e attribuisce al Regno Unito un ordine di 300 Re.2000 firmato nel 1940 e nato dall'interruzione dei contatti con gli statunitensi per l'acquisto del P-35 in seguito alla riorganizzazione della Seversky nella Republic Aviation Company; l'idea della Royal Air Force era di inviare i Re.2000 nel Medio Oriente, ma l'ingresso dell'Italia in guerra al fianco della Germania nazista interruppe ogni dialogo con la fabbrica italiana. Analogamente vengono citate richieste da parte delle autorità di Svizzera, Spagna, Regno di Jugoslavia (per 50 esemplari ciascuno) Finlandia (100 velivoli), Portogallo (produzione su licenza di 50 macchine) e Francia (generici "contatti"), ma sempre con l'uso del condizionale.
Se dal punto di vista tecnico non vengono riportate differenze sostanziali rispetto al prototipo e ai pochi esemplari realizzati per la Regia Aeronautica, alcune modifiche vennero apportate agli esemplari ungheresi una volta giunti a destinazione: in particolare fu inserita una protezione corazzata alle spalle del pilota; questa modifica (non concordata con il costruttore), incidendo sul baricentro del velivolo, provocò cedimenti strutturali nella zona del ruotino d'appoggio posteriore e diede origine a fenomeni di autorotazione assenti all'origine.

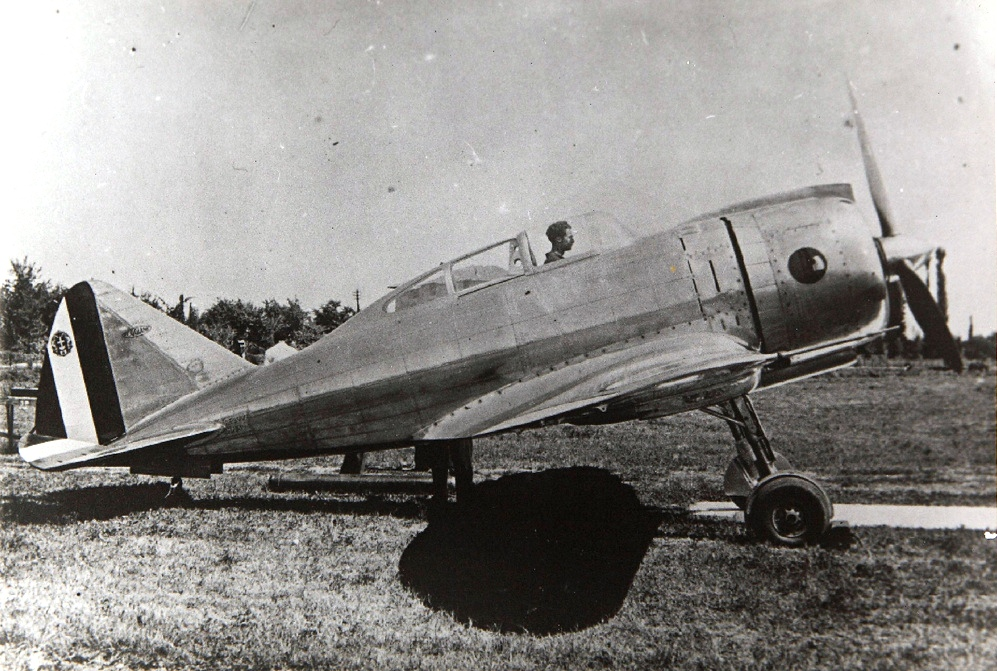
Una delle prime foto ufficiali del Re.2000, scattata a Reggio Emilia il 18 luglio 1939. L'aereo è ancora senza colorazione e presenta un parabrezza tutto d'un pezzo.

Il Re.2000 fu oggetto di ulteriori sviluppi in seguito alle sollecitazioni provenienti da alcuni comandanti dei reparti di volo italiani, al fine di sfruttare l'autonomia di cui era dotato (superiore a quella di tutti i velivoli di pari ruolo in servizio). Tre o quattro esemplari di una delle commesse estere furono modificati con l'adozione di serbatoi di carburante aggiuntivi in fusoliera e, sulla base di questa modifica, altri undici o dodici esemplari furono realizzati ex-novo, dando così origine alla Serie II (nota anche come GA, "Grande Autonomia").
Della stessa caratteristica venne fatto tesoro per realizzare una versione "navalizzata" del Re.2000: definita Serie III, o "Catapultabile", essa fu studiata per l'impiego sulle principali unità della flotta. Destinata a decollare mediante l'uso di catapulta (da cui la denominazione corrente), integrava irrobustimenti strutturali necessari a sopportare le sollecitazioni al momento del lancio ed era dotata degli opportuni ganci d'attacco alla catapulta. Non erano necessarie strutture aggiuntive per l'atterraggio, che avveniva, in ogni caso, presso basi sulla terraferma.
Il Re.2000, infine, costituì la base per lo sviluppo delle successive realizzazioni delle Reggiane: Longhi e Alessio nei mesi successivi realizzarono il Re.2001, il Re.2002 ed il Re.2003, facendo ampio ricorso alle esperienze maturate col "Falco"; i primi esemplari di tali modelli furono realizzati mediante la modifica di cellule di Re.2000.

## Tecnica

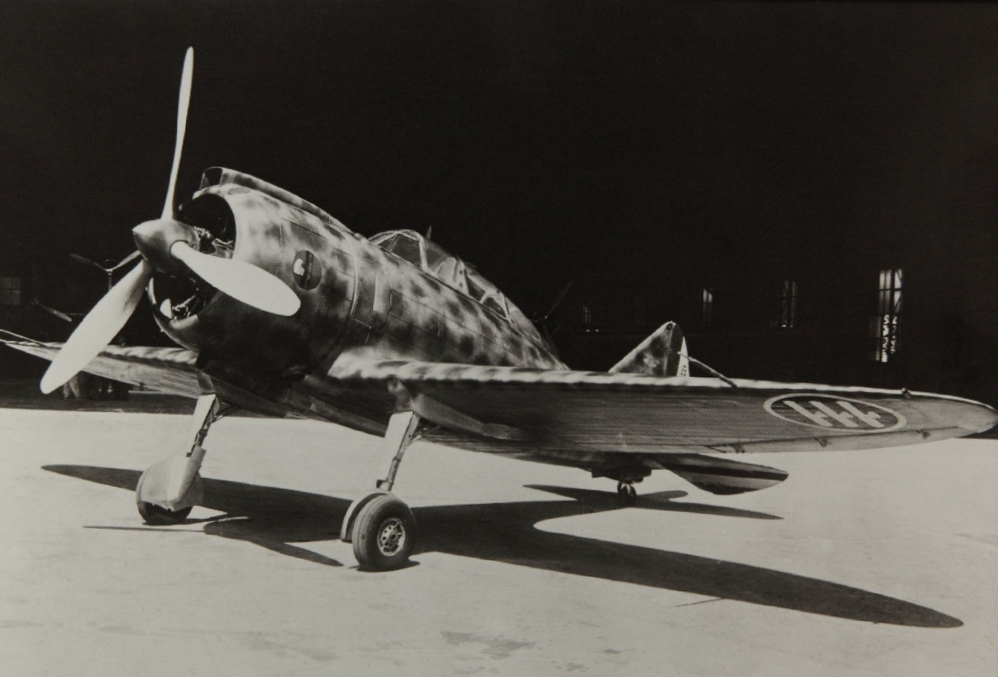
Il prototipo del Reggiane Re.2000 MM.408 a Guidonia nella sua nuova colorazione mimetica. È stato installato il nuovo parabrezza sfaccettato, in sostituzione del precedente fatto in un solo pezzo.

### Struttura
Monoplano, ad ala bassa, il Re.2000 era un velivolo dalla struttura interamente metallica, realizzata in lega di alluminio (della tipologia denominata "superchitonal") e rivestimento lavorante.
La fusoliera, rivettata, era di sezione circolare, caratterizzata dalla voluminosa cappottatura del motore al termine della quale iniziava il bordo d'entrata dell'ala. Nella parte superiore la cabina di pilotaggio era dotata di cupolino, con apertura a scorrimento, che nei primi esemplari era interamente vetrato mentre successivamente divenne metallico nella zona alle spalle del pilota. In ogni caso, la visibilità del pilota a 360° era buona, limitata solo frontalmente dalle grandi dimensioni del motore. Nei velivoli delle Serie II, all'interno della fusoliera, alle spalle del pilota erano sistemati due serbatoi di carburante dalla capacità di 160 litri ciascuno.
L'ala aveva pianta ellittica e struttura a cassone, realizzata con l'impiego di cinque longheroni, anch'essa in superchitonal e rivestimento lavorante; l'interno dello spessore alare, reso stagno mediante l'applicazione di gomma sigillante tramite un processo definito "semapizzazione", fungeva da serbatoio in grado di imbarcare 454,6 L di carburante nella parte centrale e 240,9 L nelle estremità. Gli impennaggi erano di tipo classico, con gli stabilizzatori disposti alla base della deriva; anch'essi realizzati con la stessa struttura metallica delle altre parti del velivolo, avevano le parti mobili rivestite in tela.
Il carrello d'atterraggio era di tipo triciclo posteriore; gli elementi principali monoruota si ritraevano all'indietro in un'apposita carenatura, con la ruota che (con una rotazione di 90°) alloggiava di piatto nello spessore dell'ala; questo schema di funzionamento è da alcune fonti indicato come studio originale dell'ingegnere Virgilio Vardanega, mentre altri riportano che si tratti di una soluzione già studiata dalla Curtiss Aeroplane and Motor Company. In coda il ruotino, orientabile, era retrattile.
L'aereo era fornito di una radio Allocchio-Bacchini B.30 e di un impianto dell'ossigeno.

### Motore
L'unità motrice prescelta per la motorizzazione del Re.2000 era il Piaggio P.XI, nella versione RC.40 dotata di riduttore.
Motore radiale a 14 cilindri, raffreddato ad aria e capace di erogare la potenza di 1 000 CV, esso era più potente del Fiat A.74 che equipaggiava il Fiat G.50 e il Macchi M.C.200; esso rappresentò, malgrado le aspettative, uno dei punti deboli del caccia della Reggiane in quanto scarsamente affidabile. La presa d'aria del carburatore venne posizionata nella parte superiore della cappottatura NACA: tale espediente e diversi affinamenti aerodinamici garantirono al Re.2000, benché fornito di un motore meno potente, una velocità di 40 km/h superiore a quella del P-35.
L'elica era anch'essa di costruzione Piaggio: tripala metallica, aveva passo variabile e diametro di 3,10 m.

### Armamento
Il Re.2000 era armato con due mitragliatrici Breda-SAFAT calibro 12,7 mm, spesso soggette a incepparsi, sistemate sopra il motore e sparanti attraverso il disco dell'elica mediante sistema di sincronizzazione. Le mitragliatrici erano azionabili anche singolarmente, e avevano ciascuna 300 colpi a disposizione. La Reggiane pensò anche a un ipotetico inserimento di una mitragliatrice per ala, ma l'idea venne presto abbandonata.
Sotto le ali erano predisposti attacchi per il trasporto di bombe (fino a 200 kg) o quattro spezzoniere Nardi (due per ala) per missioni di attacco al suolo, ciascuna composta da ventidue ordigni da 2 kg l'uno.

## Impiego operativo

### Regno d'Ungheria

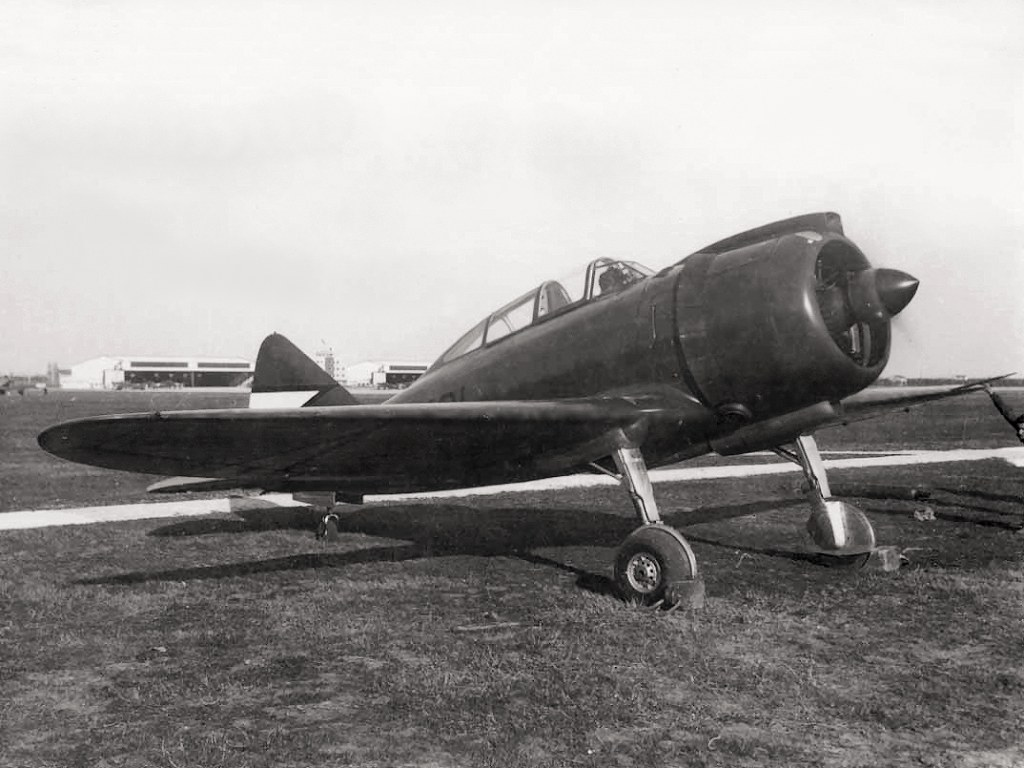
Un Re.2000 destinato alla Magyar Királyi Honvéd Légierő, l'aeronautica militare del Regno d'Ungheria, appena uscito dagli stabilimenti.

A metà del 1939 i vertici dell'aeronautica militare ungherese decisero di avviare una modernizzazione della loro forza aerea. Qualche giorno dopo un rapporto giunto dall'incaricato militare ungherese all'ambasciata di Roma consigliò la visita in Italia di una commissione per valutare il Caproni Ca.135bis, il Savoia-Marchetti S.M.79 e il Reggiane Re.2000, con quest'ultimo che, a parere del diplomatico, rispettava tutti i requisiti imposti dall'aeronautica del suo paese. Il 27 dicembre di quell'anno venne siglato con la Reggiane un contratto per la fornitura di settanta Re.2000 armati e forniti della strumentazione di bordo, mentre le radio R-13 di produzione locale sarebbero state installate in Ungheria; il contratto prevedeva anche la costruzione su licenza in Ungheria dell'aereo propulso da un motore, anch'esso ungherese, Weiss Manfréd WMK-14, azionante un'elica Fiat-Hamilton. Questa versione del caccia Reggiane prodotto localmente in circa 200 esemplari venne identificata come MÁVAG Héja II, mentre gli aerei inviati dalla fabbrica italiana presero la semplice denominazione di "Héja" ("astore" in ungherese, traduzione indiretta del "falco" italiano). Le prime consegne erano previste per il 15 gennaio 1940, ma i continui ritardi obbligarono il ministero della difesa a inviare un proprio incaricato in Italia per verificare la situazione. Giunto a Reggio Emilia verso la metà di aprile, l'ungherese scoprì che era stato completato, a causa della carenza di materiali, un solo aereo. Il primo Re.2000 decollò infatti per l'Ungheria solamente il 21 maggio 1940, seguito per la fine dell'anno solo da altri sei aerei. La Reggiane infatti aveva dirottato nove Re.2000 destinati al paese dell'Europa centro-orientale verso la Regia Marina.
Subito iniziarono i test di volo e l'addestramento dei piloti. Al 21 giugno 1941 erano arrivati in Ungheria quarantotto Héja, assemblati da meccanici ungheresi assistiti da colleghi italiani, così come era italiano il pilota inviato dalla Reggiane a supporto dei test di volo. Quasi tutti questi aerei soffrirono di problemi di aspirazione del motore che sfociarono in due atterraggi forzati e in un aereo coinvolto in un incendio. Tali difetti non vennero corretti prima della fine del 1941. Un altro difetto presente negli Héja erano le mitragliatrici calibrate male e soggette a incepparsi; il parabrezza di un aereo si staccò durante una manovra acrobatica e quelli di altri tre aerei vennero danneggiati seriamente dal vento. Nonostante tutto l'aeronautica ungherese corresse questi difetti e riuscì a rendere operativi gli Héja. Nel maggio 1942 inoltre fu pronto il primo Héja con armatura posteriore per la difesa del pilota spessa 8 mm.
I rimanenti ventidue Re.2000 arrivarono in Ungheria con estrema lentezza: l'ultimo giunse a Budaörs solamente nel maggio 1943.
I primi aerei giunti dall'Italia vennero inviati, nell'agosto 1940, a Debrecen, per rafforzare la componente da caccia dell'aeronautica ungherese in seguito alla cosiddetta "crisi della Transilvania" con la Romania, che sembrava dovesse sfociare, da un momento all'altro, in una vera e propria guerra. L'Héja trovò comunque un impiego effettivo al fronte orientale della seconda guerra mondiale contro l'Unione Sovietica: il 7 agosto 1941 sette di questi aerei, pilotati da uomini della 2ª squadriglia del 1º stormo caccia guidati dal Százados (capitano) László Gyenes, toccarono terra all'aeroporto di Sutyska, 20 km a sud di Vinnycja, in Ucraina. Tre giorni dopo la squadriglia si spostò a Pervomajs'kyj dove l'11 agosto iniziò la prima missione di guerra degli Héja: cinque di essi scortarono alcuni Caproni Ca.135 ungheresi durante un raid sopra Mykolaïv. Questo genere di missioni fu la principale attività degli Héja fino al 21 ottobre 1941, data in cui vennero richiamati in patria. Durante la permanenza al fronte vennero persi tre Héja più un altro danneggiato a fronte di tre Polikarpov I-16 abbattuti il 27 agosto sopra Dnipropetrovs'k da tre distinti piloti ungheresi.

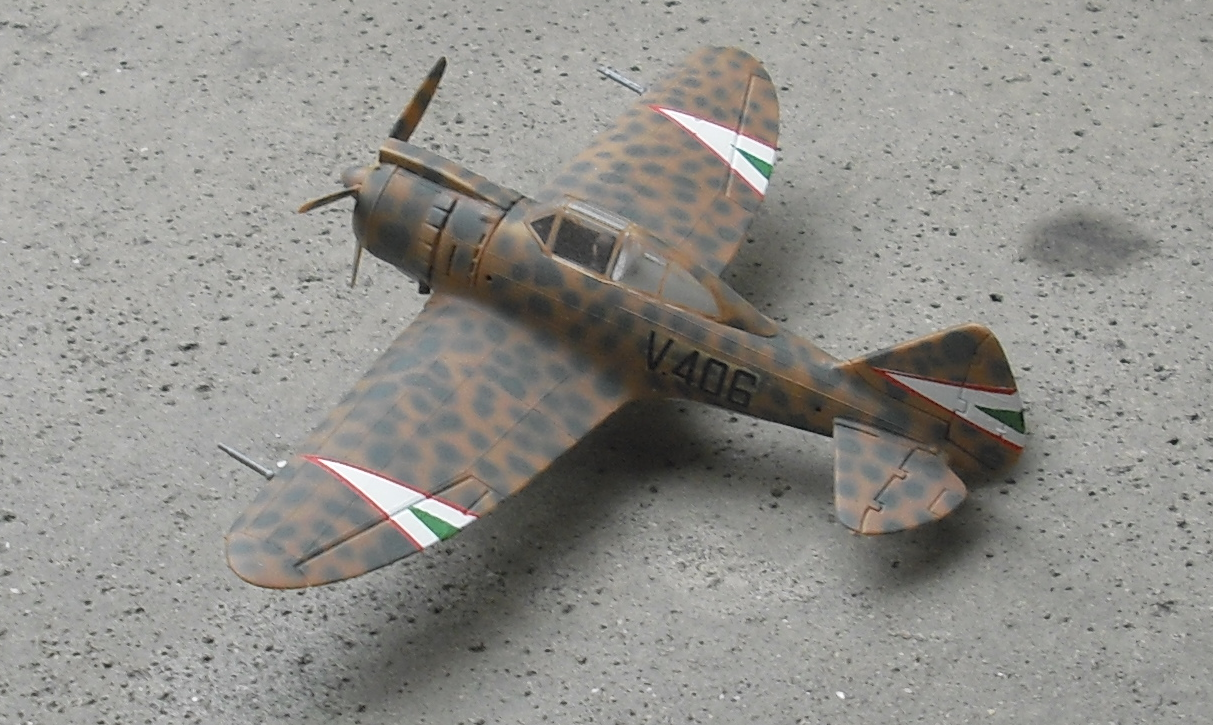
Modello in scala di un Héja con la livrea usata dall'aeronautica ungherese dall'agosto 1938 al marzo 1942.

Dopo una riorganizzazione delle sue forze l'aeronautica ungherese rimandò al fronte dodici Héja facenti parte della 1ª squadriglia del 1º stormo caccia guidato dall'Örnagy (maggiore) Kálmán Csukás. Partito il 1º luglio 1942 e arrivata al fronte tre giorni dopo, la squadriglia venne inquadrata nell'VIII. Fliegerkorps (VIII corpo aereo) della Luftwaffe, l'aeronautica militare tedesca, con cui vennero anche presi contatti per migliorare il riconoscimento da parte del personale di terra tedesco degli Héja e dei Fiat C.R.42 (vi furono infatti episodi di fuoco amico per via della somiglianza dell'Héja con il Polikarpov I-16). La 1ª squadriglia venne dichiarata pronta al combattimento il 5 luglio e i tedeschi le assegnarono missioni di pattugliamento aereo e di scorta a ricognitori e bombardieri. Il 13 luglio l'unità ungherese cominciò a riposizionarsi all'aeroporto di Staryj Oskol con l'attività che riprese quattro giorni dopo con la copertura aerea di un reggimento corazzato in marcia a terra. Nei giorni seguenti gli Héja funsero invece da scorta agli aerei da ricognizione.
Il 30 luglio arrivarono al fronte altri undici Héja facenti parte della 1ª squadriglia del 2º stormo caccia comandata dal capitano Béla Keresztes che, assieme alla squadriglia di Csukás, si spostò a Ilovskoye nei primissimi giorni di agosto. La squadriglia del 1º stormo, quella di Csukás, venne quindi assegnata alla scorta dei bombardieri, mentre quella del 2º stormo, di Keresztes, si occupò della protezione dei ricognitori. In ogni caso, l'attività venne pesantemente ostacolata dalla necessità di manutenzione continua dei mezzi, afflitti inoltre da svariati problemi tecnici che, all'8 agosto, avevano ridotto il numero complessivo di Héja in grado di volare a quattro. Nello stesso mese poi quattro Héja andarono distrutti per mano della caccia nemica o in seguito ad incidenti mentre altri sei risultarono danneggiati, seppur in maniera non grave. Di converso, i piloti ungheresi abbatterono nello stesso periodo cinque aerei sovietici segnando altre due vittorie certe più un'altra probabile in settembre. Il mese seguente la squadriglia di Csukás iniziò la conversione ai Messerschmitt Bf 109 tedeschi, seguita a novembre da quella di Keresztes. Gli Héja andarono quindi ad equipaggiare la 2ª squadriglia del 5º stormo caccia, che il 25 dicembre ne aveva in carico tredici, di cui però solo sei o sette operativi. Il 12 gennaio 1943 l'Armata Rossa sferrò un'offensiva contro le truppe ungheresi appostate a nord-ovest di Stalingrado. Nel vano tentativo di contrastare l'offensiva due Héja decollarono per scortare una formazione di bombardieri tedeschi che, tuttavia, li scambiarono per caccia sovietici intraprendendo quindi misure di fuga che li allontanarono dagli ungheresi, avvistati invece dai caccia sovietici ma comunque in grado di ritirarsi alla base senza danni. L'ultima missione degli Héja al fronte orientale, una ricognizione, si verificò il 15 gennaio. A partire da questa data tutti gli aerei furono immobilizzati dal gelo a Ilovskoye e, tra il 16 e il 19 gennaio, il personale di terra distrusse gli Héja rimasti per evitarne la cattura da parte delle truppe sovietiche in avanzata.

### Svezia
Nel 1939 l'aeronautica militare svedese (Svenska Flygvapnet) ordinò il Seversky EP-106 dagli Stati Uniti, ma l'ordine, assieme a quello del Vultee P-66 Vanguard, venne cancellato dall'embargo adottato dagli USA verso la Svezia. Il governo svedese si interessò quindi al Reggiane Re.2000, ordinato in sessanta esemplari il 28 novembre 1940. La commessa venne pagata parte in denaro e parte in nichel e cromo.
I primi Re.2000 (MM.2303 e 2304) arrivarono smontati in Svezia nel 1941 e, dopo essere stati assemblati, vennero testati in volo il 18 settembre. Tutti i sessanta Re.2000 importati dalla Svezia, denominati J 20 (da Jaktplan, "aereo da caccia" in svedese), vennero assegnati al 10º stormo caccia (abbreviato nella forma svedese in "F 10") diviso tra gli aeroporti di Bulltofta, vicino Malmö, e Rinkaby. Se i piloti accolsero favorevolmente il velivolo per la sua velocità, il rateo di salita e la manovrabilità, il personale di terra ebbe invece svariati problemi con le mitragliatrici, difficili da sincronizzare, e i motori, poiché in Italia non si era pensato a nessun accorgimento per adattarli al rigido clima scandinavo.
I J 20 vennero utilizzati per intercettare e scortare a terra gli aerei alleati e dell'Asse che sconfinavano nei cieli svedesi, territorio neutrale. L'unica perdita patita dall'aeronautica svedese in combattimento fu il J 20 che il 3 aprile 1945, durante un volo di pattuglia, intercettò un Dornier Do 24 tedesco sopra Hanöbukten. L'aereo della Luftwaffe aprì il fuoco e danneggiò con il suo cannone da 20 mm il motore del caccia svedese, che esplose poco dopo causando la morte del pilota Erik Nordlund.
Durante la guerra l'aeronautica svedese perse sedici J 20 a causa di errori dei piloti o di problemi meccanici, mentre altri diciotto vennero danneggiati. I J 20 rimasero in servizio fino al 1945 o 1946.

### Regno d'Italia
Benché fosse stato escluso dal concorso, la Regia Aeronautica italiana mostrò ugualmente interesse per il caccia Reggiane per un suo possibile uso come aereo imbarcato e pattugliatore marittimo per via della sua autonomia, più ampia rispetto a quella di tutti gli altri caccia monoposto italiani. Tra la fine del 1941 e l'inizio del 1942 venne quindi sperimentata a Guidonia e a Reggio Emilia una versione catapultabile del Re.2000. I due prototipi costruiti (MM.471 e MM.485) andarono distrutti l'uno durante un rientro a Taranto, l'altro durante le procedure di imbarco nella nave; si scelse quindi di prelevare un esemplare (MM.8281) destinato alla Svezia con cui proseguire le prove. I problemi al sistema di lancio ritardarono la realizzazione del progetto, ostacolato anche dal fatto che la Regia Marina, per ragioni di sicurezza, era poco incline a far uscire dai porti le proprie navi per condurre dei test, tanto che dal maggio 1942 le prove continuarono a bordo della nave appoggio idrovolanti Giuseppe Miraglia, soluzione economicamente più vantaggiosa di un'eventuale conversione a scopo sperimentale di una nave da guerra. Il pilota collaudatore era l'asso tenente Giulio Reiner che, dopo prove di lancio con un cassone al posto dell'aereo per tarare la pressione della catapulta, decollò per la prima volta dal Giuseppe Miraglia il 9 maggio 1942.
Alla fine si decise di assegnare questi Re.2000 parte alle navi da battaglia Vittorio Veneto, Littorio e Roma e parte alla neocostituita Squadriglia di Riserva Aerea delle FF.NN.BB. (Forze Navali da Battaglia), che tuttavia non ebbe mai occasione di utilizzare il velivolo in combattimento ma solo in semplici ricognizioni. Nell'aprile 1943 la squadriglia confluì nel Gruppo di Riserva Aerea delle FF.NN.BB. All'8 settembre, giorno in cui venne annunciato l'armistizio di Cassibile firmato cinque giorni prima, i Re.2000 del gruppo rimasti a terra erano solamente due, entrambi inservibili. Al 1º gennaio 1943 il Vittorio Veneto e il Littorio imbarcavano ciascuno un Re.2000. In seguito un altro esemplare andò al Vittorio Veneto e due al Roma, ma il 9 settembre, quando le tre navi salparono per la Sardegna, solo il Vittorio Veneto ospitava due Re.2000, mentre le altre due navi ne avevano uno solo, assieme a due IMAM Ro.43: l'aereo del Roma venne distrutto insieme alla nave, quello dell'Italia (ex Littorio) venne gettato in mare dall'equipaggio a causa del danneggiamento dell'aereo stesso e della catapulta quando la corazzata venne colpita, mentre dei due Reggiane rimasti sul Vittorio Veneto solo uno si alzò in volo per contrastare i velivoli tedeschi ma, essendo al limite dell'autonomia, ricevette l'ordine di raggiungere Ajaccio, in Corsica; nell'atterrare il velivolo si sfasciò contro un cannone antiaereo causando il ferimento del pilota, tenente Carlo Parrozani. Conseguentemente soltanto un Re.2000 (MM.8287) rimase disponibile sul Vittorio Veneto, e con esso arrivò a Malta. Questo velivolo venne rimandato in Italia via mare e sbarcato nel porto di Augusta in data sconosciuta, venendo poi recuperato da Reiner agli inizi del 1944 e fatto trasformare in un biposto da collegamento. Nel complesso pare vi sia stata un'unica sortita operativa, una ricognizione armata, il 23 agosto 1943 dal Vittorio Veneto; al termine della missione l'aereo atterrò indenne a Sarzana.
Il caccia Reggiane venne in ogni caso inviato nella primavera 1941 anche al 23º Gruppo (il quale sarebbe divenuto in seguito un gruppo autonomo) di stanza a Catania, che lo inquadrò nella propria 74ª Squadriglia. Poco dopo alcuni piloti del 23º Gruppo formarono una nuova "Sezione Sperimentale" in cui confluirono tutti i sei Re.2000 Serie I della 74ª Squadriglia che, operando dagli aeroporti di Trapani-Milo e Comiso, eseguirono missioni, anche notturne nonostante la completa mancanza di adeguati ausili alla navigazione, di scorta ai convogli navali e attacchi agli aeroporti maltesi. I piloti della sezione si lamentarono dei problemi che affliggevano il sistema di raffreddamento del motore Piaggio che ridussero notevolmente l'attività di volo e, abituati a volare sui Fiat C.R.42, non furono entusiasti neanche della manovrabilità del Re.2000. Dopo la perdita di alcuni aerei per problemi tecnici, i Re.2000 rimasti vennero rimandati alle officine della Reggiane per la conversione alla versione "Bis" (transitoria) e quindi alla definitiva versione "Grande Autonomia".

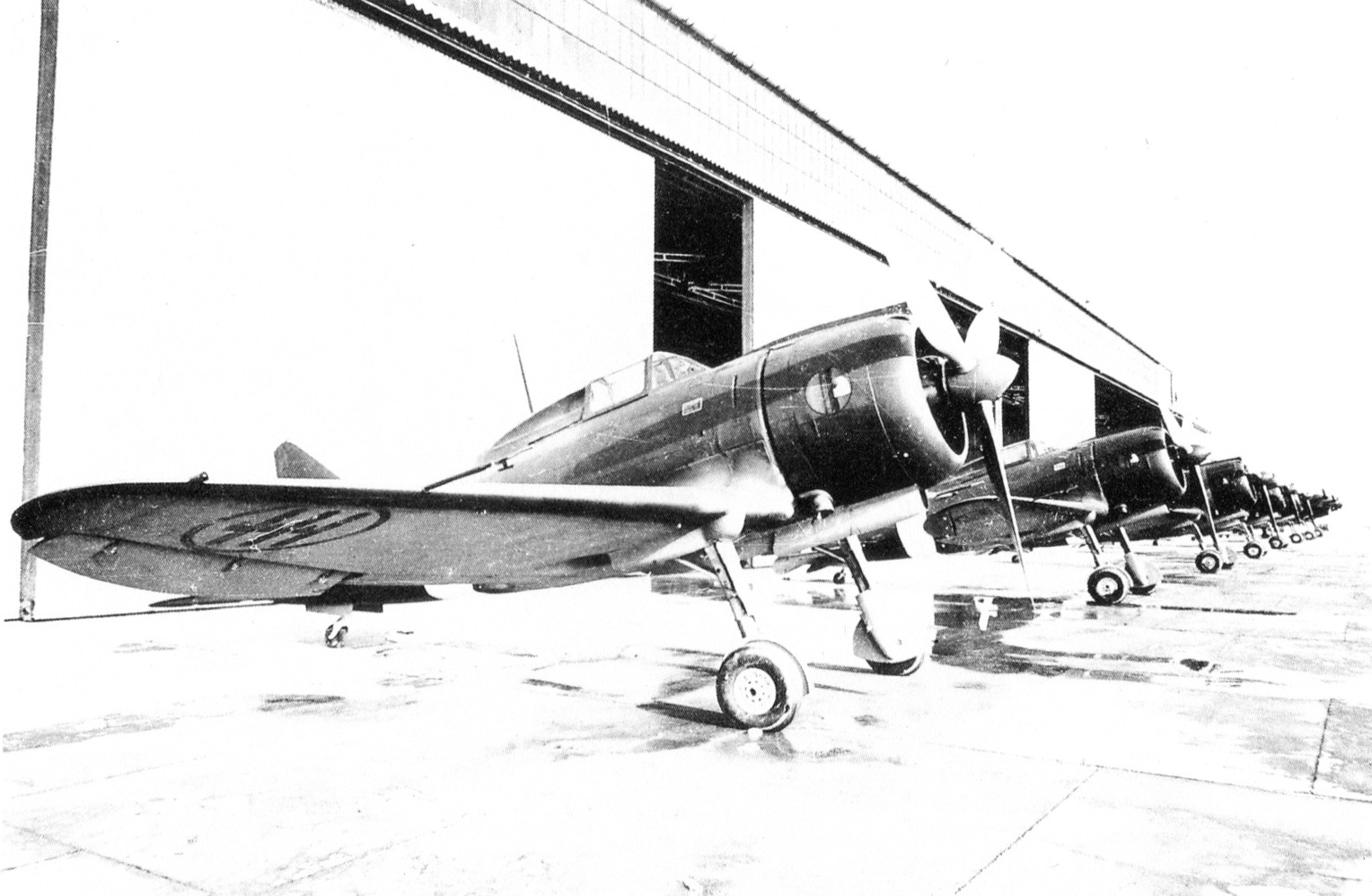
Reggiane Re.2000 allineati davanti allo stabilimento di produzione di Reggio Emilia.

La grande autonomia di cui godeva il caccia della Reggiane fece ipotizzare alla Regia Aeronautica un suo invio in Africa orientale, dove le forze italiane erano in difficoltà contro i soldati britannici. A questo scopo vennero dirottati dalle forniture per Svezia e Ungheria alcuni esemplari, completati però troppo tardi e quindi assegnati alla 377ª Squadriglia Caccia Terrestre (nuovo nome della vecchia Sezione Sperimentale) che nell'agosto 1941 era all'aeroporto di Palermo-Boccadifalco con un totale di dodici Re.2000 nella versione "Grande Autonomia", forniti di radio e con capacità di portare delle bombe. A settembre l'unità operò contro il naviglio avversario dalla Sardegna, mentre il mese successivo condusse degli attacchi su Malta decollando dall'aeroporto di Comiso, senza però ingaggiare nessun caccia alleato. Divenuta autonoma a dicembre, nel marzo 1942 la squadriglia ricevette dieci Re.2000 appena riparati per rimpiazzare le perdite e ritornò all'aeroporto di Palermo-Boccadifalco. Da qui l'unità entrò in azione per contrastare l'operazione Harpoon britannica che intendeva rifornire l'isola di Malta, ma non provocò nessun danno al nemico e non perse nessun aereo. Il 24 giugno il Re.2000 ottenne la sua unica vittoria con le insegne della Regia Aeronautica abbattendo un Bristol Blenheim della RAF decollato per colpire Pantelleria. Giudicati dai piloti più faticosi da pilotare rispetto ai C.R.42, e con pochi pezzi di ricambio a disposizione, nel settembre 1942 i Re.2000 rimasti in dotazione alla 377ª Squadriglia fecero ritorno alle fabbriche Reggiane di Reggio Emilia e vennero rimpiazzati dai Macchi M.C.200. Secondo un'altra fonte invece i velivoli vennero passati al 1º Nucleo Addestramento Intercettori di Treviso, ove svolsero un'attività di volo praticamente nulla. Colti dall'armistizio, gli aerei vennero requisiti dalla Luftwaffe che probabilmente ne fece dei rottami sparsi per gli aeroporti dell'Italia settentrionale.
Dopo l'armistizio rimasero solo due o tre Re.2000 ancora in grado di volare. Nel primo caso viene indicato che entrambi gli esemplari fossero in possesso dell'Aeronautica Cobelligerante Italiana (di cui uno radiato l'8 maggio del 1945 e l'altro trasformato come scritto sopra in biposto e utilizzato ancora per qualche tempo); nel secondo caso due esemplari vengono attribuiti in carico alla 1ª Squadriglia Forze Navali, a Sarzana, e uno (più genericamente) presso il Regno del Sud. In nessun caso vengono segnalate sortite operative.
La Reggiane costruì per la Regia Aeronautica un totale di ventotto Re.2000.

## Versioni

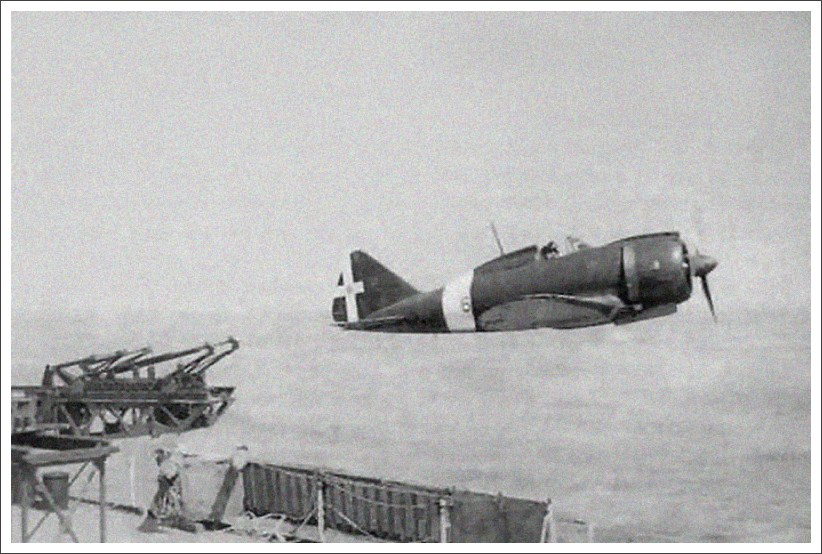
Un Re.2000 "Catapultabile" mentre decolla dalla catapulta posta sulla nave da battaglia Vittorio Veneto. L'aereo è contraddistinto da un "6" rosso, mostra la mancanza del tettuccio scorrevole e, probabilmente, la presenza di un'imbottitura aggiuntiva dietro la testa del pilota. Stranamente, sotto le ali non sono dipinte le coccarde, mentre appare il fascio littorio sulla cappottatura del motore.

- Prototipi: un prototipo costruito e collaudato (MM.408, poi impiegato dal 23º Gruppo con MM.5074) e uno non completato (MM.409).[64]
- Re.2000 Serie I: nota anche come "Intercettore", standard produttivo dei primi esemplari realizzati per la Regia Aeronautica e per le macchine esportate in Ungheria e Svezia. Cinque esemplari costruiti per la Regia Aeronautica (da MM.5068 a MM.5072), settanta per la Magyar Királyi Honvéd Légierő (da V-401 a V-470) e sessanta per la Svenska Flygvapnet (da MM.2301 a MM.2360).[64]
- Re.2000 Serie II: nota anche come "Grande Autonomia" (o con l'acronimo GA). Si caratterizzava per due serbatoi supplementari da 170 L aggiunti dietro il posto di pilotaggio (i cui bocchettoni avevano sostituito i vetri della parte posteriore del tettuccio), l'installazione del motore Piaggio P.XI bis RC.40 e altre lievi modifiche come l'irrobustimento del ruotino di coda[55]. Una delle fonti reperite[65] indica che con i serbatoi aggiuntivi integrati nelle ali, che consentivano di trasportare complessivamente 1 490 L, l'aereo aveva un'autonomia di 3 000 km alla velocità di crociera di 460 km/h a 5 000 m.[64] Altri[28] indicano che la proposta di ampliare i serbatoi nelle ali non venne accettata e che l'incremento di autonomia fu ottenuto grazie alla presenza dei due serbatoi aggiuntivi, sistemati dietro al posto di pilotaggio, che garantivano al Re.2000 la possibilità di volare per 1 860 km alla velocità di crociera di 430 km/h. In totale ne furono costruiti dodici esemplari, per la Regia Aeronautica (da MM.8059 a MM.8070)[65][66].
- Re.2000 Serie III: variante, identificata comunemente come "Catapultabile", destinata all'impiego sulle principali unità della Regia Marina, con decollo mediante catapulta. In genere sulle grandi navi da battaglia venivano impiegati idrovolanti, per poi permetterne il recupero. La Regia Marina, vista comunque la disponibilità di basi nel Mediterraneo, giudicava più economico far atterrare gli idrovolanti lanciati nelle basi costiere, da dove sarebbero stati "riconsegnati" durante le operazioni di rifornimento, piuttosto che effettuare la lunga operazione di ammaraggio e recupero con gru. L'impiego di velivoli dotati di carrello d'atterraggio, per quanto inusuale per il tipo d'impiego previsto, garantiva però l'impiego di velivoli con prestazioni superiori a quelle degli idrovolanti. Otto esemplari costruiti per la Regia Aeronautica (ma impiegati dalla Regia Marina; da MM.8281 a MM.8288).[64] Sebbene vi siano foto che ritraggano l'esemplare MM.8281 con il tettuccio posteriore trasparente (tipico delle versioni iniziali destinate all'esportazione), il ritrovamento di questo aereo al largo di Portovenere nel 2012 mostra che in realtà il tettuccio posteriore è coperto, per cui, forse, gli otto apparecchi di questa serie furono uniformati tutti a questo standard. È inoltre molto probabile che l'originale colorazione grigio azzurro scuro (nella versione utilizzata dalla Reggiane in realtà molto chiara tanto da essere assimilata a un celeste) sia stata sostituita col tempo dal verde oliva scuro[51][67].

Anche sulla classificazione delle serie produttive esistono difformità tra le varie fonti: alcune confermano le denominazioni poco sopra indicate, mentre altre riportano, al contrario, la denominazione di "Grande Autonomia" per la Serie III; ulteriore elemento di incertezza è determinato dalle indicazioni tra loro diametralmente opposte contenute in pagine diverse della medesima pubblicazione.

## Utilizzatori
Italia
- Regia Aeronautica
- Aeronautica Cobelligerante Italiana

 Svezia
- Svenska Flygvapnet

 Ungheria
- Magyar Királyi Honvéd Légierő

## Esemplari attualmente esistenti

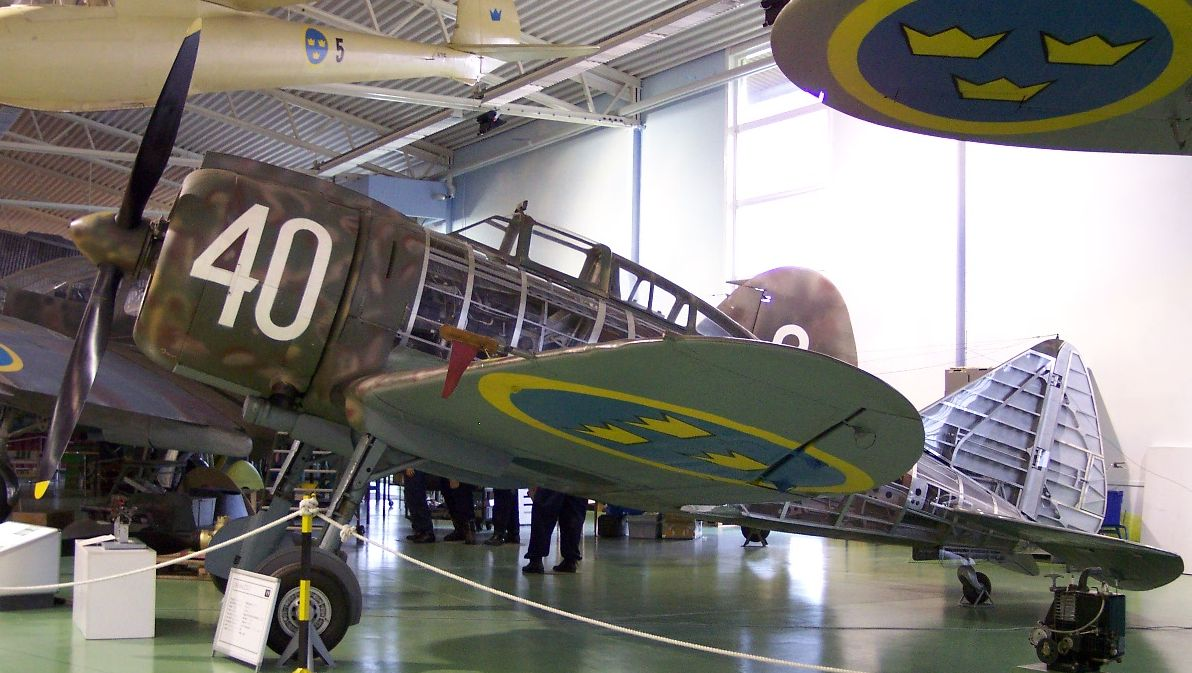
Il Re.2000 svedese esposto al Flygvapenmuseum, Linköping.

- Svezia: Un J 20 svedese (MM.2340) è attualmente[72] esposto al Flygvapenmuseum di Linköping[20].
- Italia: Negli anni settanta uno dei Re.2000 della versione "Catapultabile", precisamente il citato MM.8287 già trasformato in biposto, era in attesa di restauro presso il Museo Caproni di Trento. Questo velivolo era stato utilizzato fino al 1947 sull'aeroporto di Palermo-Boccadifalco dal capitano Giulio Reiner. La colorazione originale in verde oliva scuro era stata sostituita nel dopoguerra dal color alluminio. Gli stabilizzatori su questo Re.2000 appartenevano a un Re.2003, mentre i due piani fissi provenivano da un Re.2001[73].
- Il relitto di un Re.2000 è stato individuato nell'aprile del 2012 da un dragamine della Marina Militare al largo di Portovenere[67] in condizioni, considerando la posizione e gli anni in immersione in un ambiente salino, tutto sommato buone, sebbene sia stato "saccheggiato" da alcuni cacciatori di "souvenir".[67] Secondo il ricercatore Gianpiero Vaccaro, e come è stato poi confermato[67], si tratterebbe dell'esemplare MM.8281 in organico alla 1ª Squadriglia Forze Navali, prototipo della versione "Catapultabile" e imbarcato sul Giuseppe Miraglia prima e sulla R.N. Vittorio Veneto poi, uscito di fabbrica nell'aprile 1942 e perduto per incidente il 16 aprile 1943[74]. Il relitto è stato infine recuperato nel dicembre 2013[75] e affidato al personale per il restauro in previsione della sua esposizione al Museo storico dell'Aeronautica Militare.